# Bloki Skalne
Bloki Skalne – skały w rezerwacie przyrody Diable Skały. Rezerwat znajduje się w szczytowych partiach wzniesienia Bukowiec (530 m), we wsi Bukowiec, w województwie małopolskim, w powiecie nowosądeckim, w gminie Korzenna. Pod względem geograficznym jest to obszar Pogórza Rożnowskiego, będący częścią Pogórza Środkowobeskidzkiego.
Jest to druga ze skał znajdujących się przy ścieżce edukacyjnej prowadzącej terenem rezerwatu. Znajduje się pomiędzy Diabłem i Dwiema Skałami. Ma formę kazalnicy o pionowej ścianie północnej złożonej z wielkich bloków skalnych. W środkowej części tej ściany występuje wielki okap. Skała zbudowana jest z gruboławicowych piaskowców ciężkowickich z domieszkami pstrych łupków.
Przez wspinaczy skalnych skała ta nazywana była Borutą. Obecnie jednak wspinaczka skalna w obrębie rezerwatu jest zabroniona.

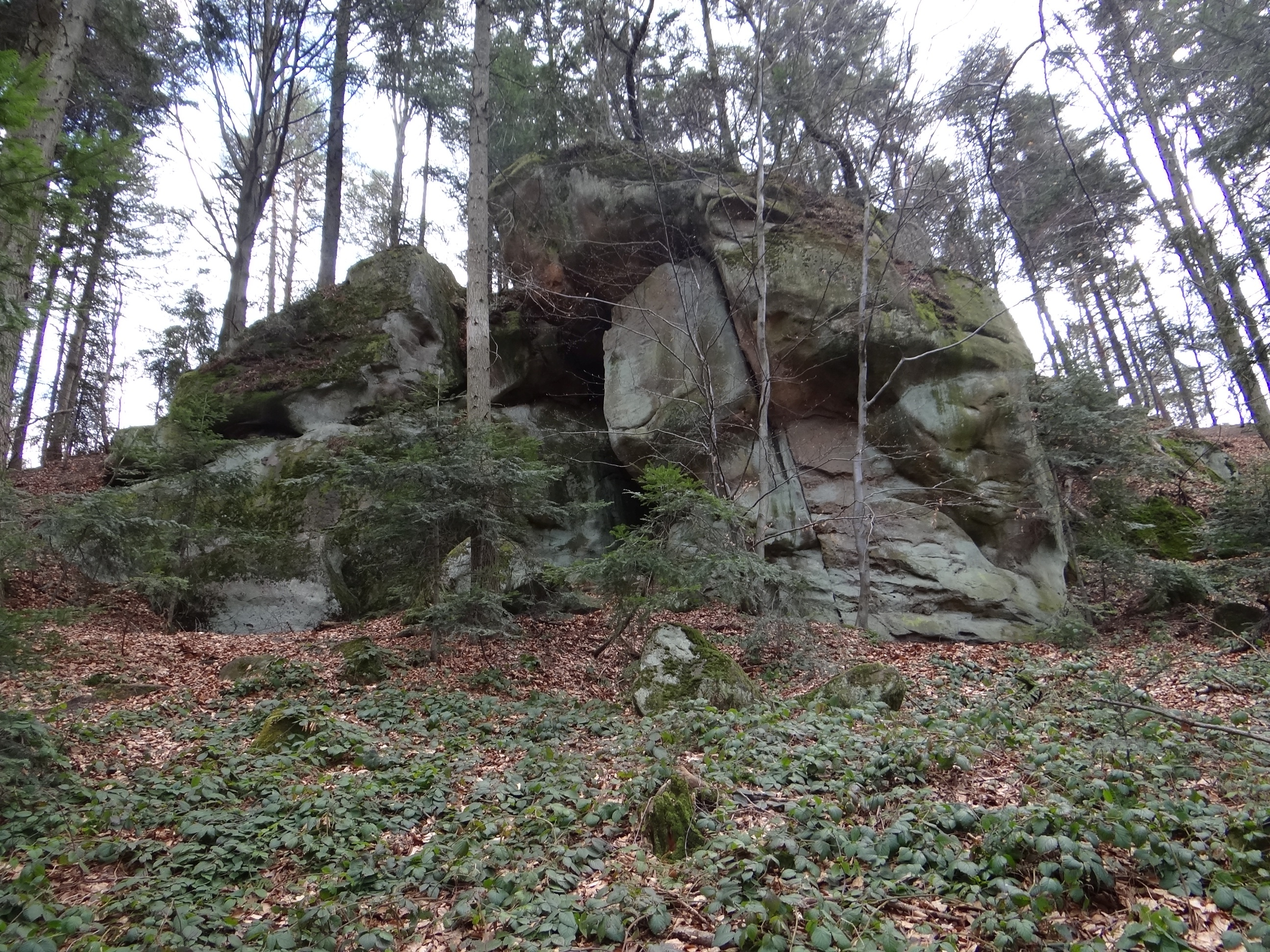
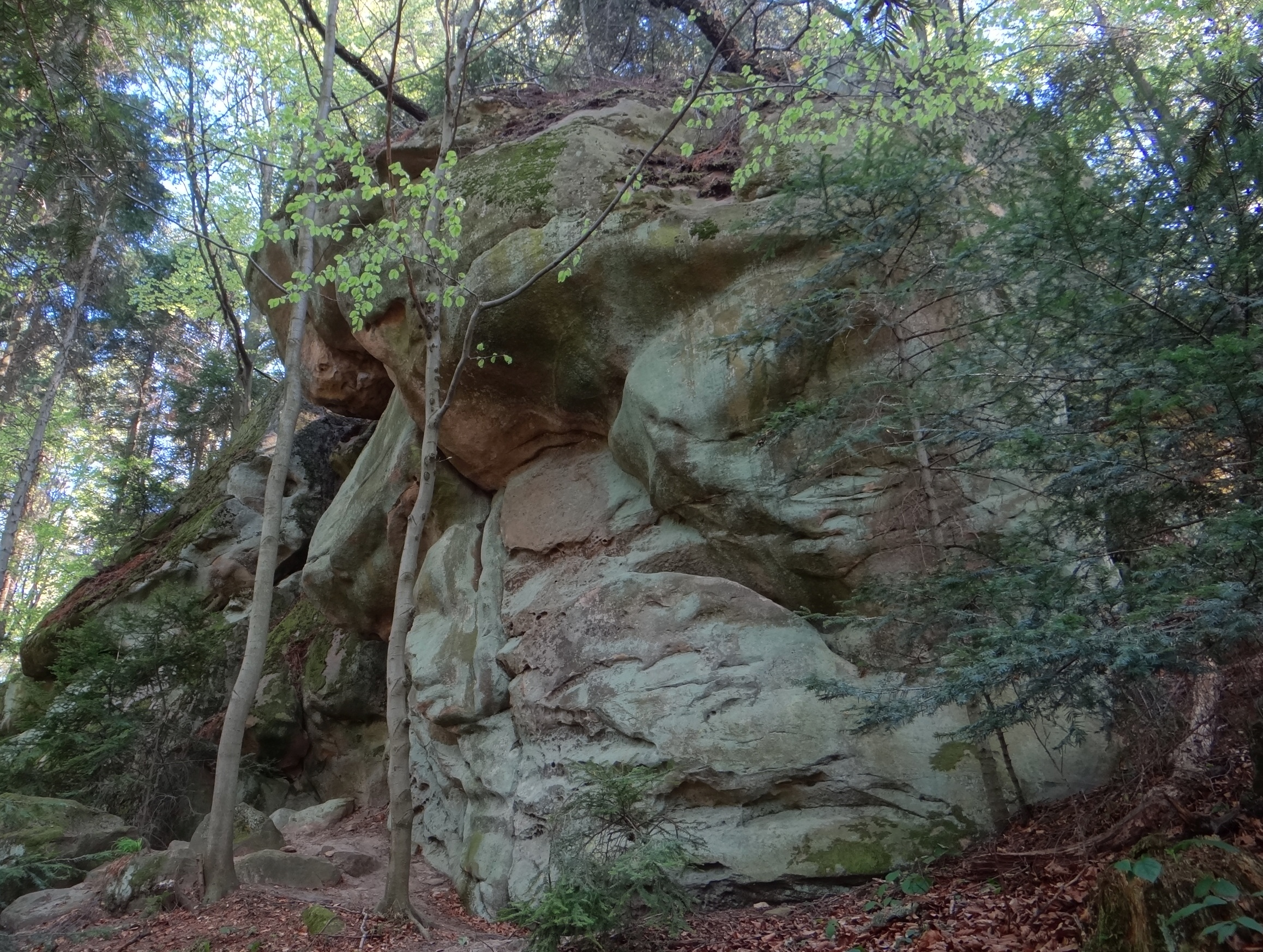
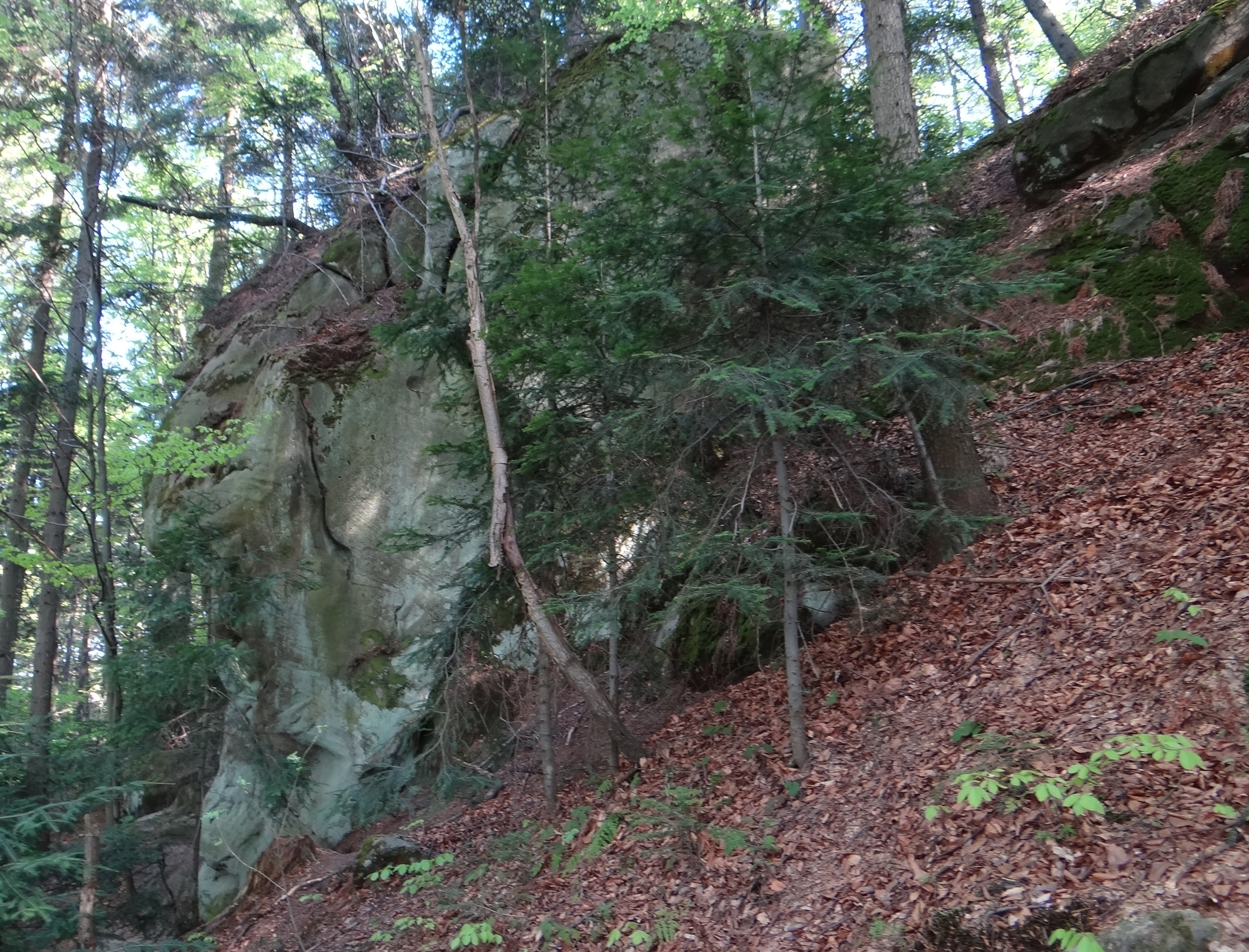
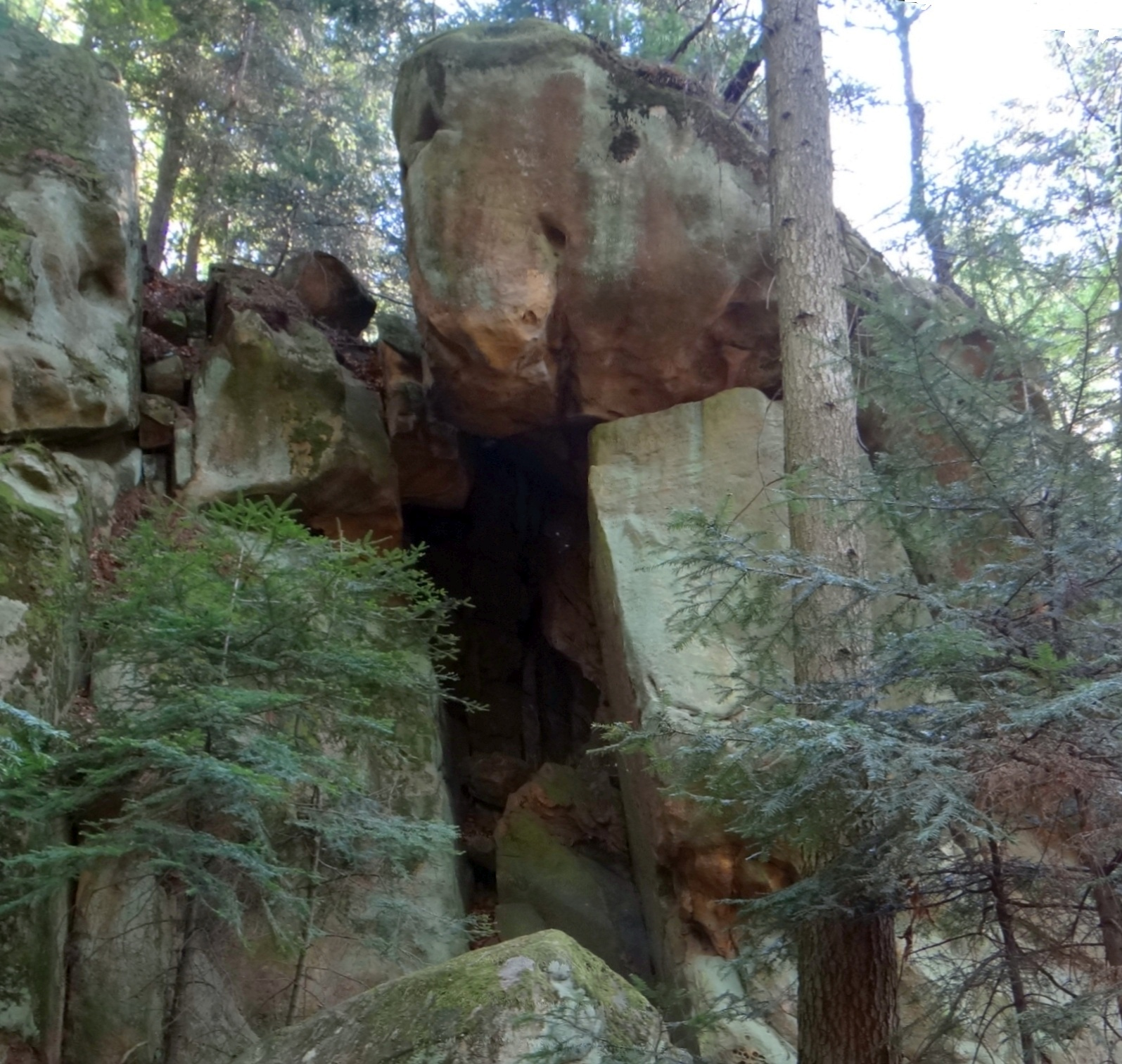

Pod okapem skał znajduje się Schronisko Diabli Most.